# Comité syndical européen de l’éducation
Le Comité syndical européen de l’éducation (CSEE, (en) European Trade Union Committee for Education (ETUCE)) est la fédération syndicale européenne des enseignants. Il est affilié à la confédération européenne des syndicats et à l'Internationale de l’éducation. Il fut fondé les 12 et 13 octobre 1981.

## Lien
- Site officiel du CSEE